# 유사 하렘
《유사 하렘》(일본어: 疑似ハーレム 기지 하레무[*])은 사이토 유가 지은 일본의 만화다. 2018년 6월부터 2021년 3월까지 사이토의 트위터에 웹 만화로 게시되었고, 이후 2019년 1월부터 2021년 3월까지 쇼가쿠칸의 《겟산》에 병행 연재되었으며, 단행본은 전 6권으로 나왔다.
다음에 올 만화대상 2019에서 코믹스 부문에서 7위에 입상했다.

## 줄거리
고등학생 2학년인 키타하마 에이지는 인기를 갈구했다. 그의 나날은 존경하는 동료들에게 둘러싸여 있는 꿈으로 가득했다. 연극 동아리의 후배인 나나쿠라 린이 들어와 에이지가 이 고상한 목표를 달성하도록 돕기 위해 뛰어난 연기력을 사용하기로 했다.

## 등장인물
나나쿠라 린(七倉凛)
성우 - 하야미 사오리
고등학교 1학년.
키타하마 에이지(北浜瑛二)
성우 - 오카모토 노부히코
고등학교 2학년.
나나쿠라 아야카(七倉綾香)
성우 - 나루미 마이
린의 여동생. 초등학교 1학년.
나카야마 모토쿠니(中山元邦)
성우 - 스와베 준이치
연극부의 부장.
이와타 츠구토(岩田嗣人)
성우 - 유사 코지
연극부의 각본 담당.
메구(めぐ)
성우 - 아보 마리아
린의 클래스메이트.
시라사와 키리(白沢きり)
성우 - 사토 미나코
연극부의 신입부원.

## 서지 정보
- 사이토 유 《유사 하렘》 쇼가쿠칸 〈소년 선데이 코믹스〉, 전 6권.
  1. 2019년 3월 12일 발매[4], ISBN 978-4-09129-095-3
  2. 2019년 8월 8일 발매[5], ISBN 978-4-09129-365-7
  3. 2020년 1월 10일 발매[6], ISBN 978-4-09129-580-4
  4. 2020년 6월 21일 발매[7], ISBN 978-4-09850-140-3
  5. 2020년 11월 21일 발매[8], ISBN 978-4-09850-325-4
  6. 2021년 4월 12일 발매[9], ISBN 978-4-09850-468-8

## TV 애니메이션
2024년 7월부터 9월까지 TOKYO MX 등에서 방송되었다.

### 스태프
- 원작 - 사이토 유
- 감독 - 키쿠치 토시히로
- 시리즈 구성 - 카키하라 유코
- 캐릭터 디자인 - 사토 요시히사
- 색채 설계 - 사사키 아즈사
- 미술 감독 - 카타히라 신지, 와다 이즈미
- 미술 설정 - 스기야마 신지
- 3DCG 디렉터 - 에다 케이이치
- 촬영 감독 - 마치다 아키라
- 편집 - 타케미야 무츠미
- 음향 감독 - 사토 타쿠야
- 음향 효과 - 카와다 키요타카
- 음악 - 와타나베 타케시
- 음악 제작 - 포니 캐년
- 프로듀서 - 마츠오카 타카노리, 야구치 마사유키, 코니시 유키, 오오모리 신지, 오노 타츠야
- 애니메이션 프로듀서 - 오오사와 아키히코
- 애니메이션 제작 - 노매드
- 제작 - 유사 하렘 제작위원회

### 주제가
오프닝 테마 〈블라우스〉(ブラウス)
노래·편곡 - 고호우비 / 작사 - 수지, 405 / 작곡 - 수지
엔딩 테마 〈애드리브〉(アドリブ)
노래 - 나나쿠라 린(하야미 사오리) / 작사 - 이와시로 유미 / 작곡·편곡 - 한다 츠바사

### 에피소드 목록
| 화수   | 제목                         | 그림 콘티         | 연출            | 작화 감독 | 총작화 감독                               | 방송일         |
| ------ | ---------------------------- | ----------------- | --------------- | --- | ----------------------------------------- | -------------- |
| 제1화  | 物語の始まり? 이야기의 시작? | 키쿠치 토시히로   | 키쿠치 토시히로 | 사토 요시히사 코바야시 아케미 야마모토 마사츠구 jumondou seoul                                                | 사토 요시히사                             | 2024년 7월 5일 |
| 제2화  | 告白? 고백?                  | 키쿠치 토시히로   | 사토 유이치     | 야마모토 마사츠구 Genki AnimationStudio                                                                       | 코가 마코토 코바야시 아케미               | 7월 12일       |
| 제3화  | 恋愛指南? 연애 지도?         | 우에하라 히데아키 | 오오쿠보 료     | 민현석 이영미 이지택 하승희 안민미                                                                            | 사토 요시히사 다이미 히로미               | 7월 19일       |
| 제4화  | WOW?                         | 야마다 히로유키   | 마츠이 쿠니히로 | 사와구치 유야 한다 히토시                                                                                     | 코바야시 아케미                           | 7월 26일       |
| 제5화  | 夏休み 여름방학              | 토노카츠 히데키   | 하나오카 유타   | 히라타 카호루                                                                                                 | 코가 마코토 후지타 마리코                 | 8월 2일        |
| 제6화  | 初デート? 첫 데이트?         | 스즈키 유타       | 미요시 나오     | 코바야시 아케미 우라나카 토시히로 오오츠보 유키히로 아오키 마호 사쿠라이 타쿠로 히로나카 치에미 알베르트 키에 | 코바야시 아케미 후지타 마리코             | 8월 9일        |
| 제7화  | 卒業 졸업                    | 키쿠치 토시히로   | 야노 타카노리   | Jumondou Seoul Jumondou Wuxi                                                                                  | 사토 요시히사 다이미 히로미               | 8월 16일       |
| 제8화  | 大人 어른                    | 시무라 히로아키   | 안도 타카시     | 이카이 카즈유키 쿠도 코세이 陳潔琼 李慶 韓強                                                                  | 후지타 마리코                             | 8월 23일       |
| 제9화  | 好きな人 좋아하는 사람       | 쿠로세 다이스케   | 나카가마 유스케 | 배재은 이영미 이지택 안민미                                                                                   | 사토 요시히사 코바야시 아케미             | 8월 30일       |
| 제10화 | バースデイ 생일              | 사토 유이치       | 사토 유이치     | 알베르트 키에 Jumondou Seoul Jumondou Wuxi                                                                    | 코가 마코토 다이미 히로미 코바야시 아케미 | 9월 6일        |
| 제11화 | 三角関係? 삼각관계?          | 와타나베 마샤미   | 야마우치 토미오 | 오오츠보 유키히로 카노 아키라 사쿠라이 타쿠로 히로나카 치에미 마츠모토 히로시 CJT                             | 후지타 마리코                             | 9월 13일       |
| 제12화 | 物語の始まり 이야기의 시작   | 키쿠치 토시히로   | 키쿠치 토시히로 | 오카노 리키야 알베르트 키에 히라타 카호루 코바야시 아케미 후지타 마리코                                       | 사토 요시히사 후지타 마리코               | 9월 20일       |